# Радио Next
«Радио NEXT» — российская коммерческая радиостанция, вещавшая на частоте 105.2 FM с 25 февраля 2005 года до 1 января 2012 года. Изначально станция ориентировалась на поклонников зарубежного и отечественного хип-хопа, R&B и рэпа, однако в 2009-10 гг. формат был скорректирован до иностранной поп-музыки. Основными музыкальными ориентирами эфира NEXT FM стали авторитетные западные источники: чарты Billboard, чарты модных европейских радиостанций, шорт-листы премий Grammy, MTV Music Awards и т. п.

## История
Радиостанция начала вещание 25 февраля 2005 года. Первой песней, прозвучавшей в эфире, была «Азовский Фанк» рэп-исполнителей Шеff, Al Solo и Купер. До неё на этой частоте вещала радиостанция «Тройка», впоследствии перешедшая на 90,8 (ранее занимаемой Спорт-FM). В сентябре того же года gazeta.ru писала: «Сейчас его слушают 180 тыс. человек в день. Это не самый лучший результат. Бывшее на его месте фольклорное радио „Тройка“ слушали 232 тыс. человек, а радио Ultra — когда-то даже 357 тыс. Next — одна из первых попыток альтернативы, и не самая показательная: у станции все-таки слишком узкий формат — рэп, хип-хоп и r’n’b».
В октябре 2011 года «Газпром-медиа» закрыл сделку по продаже 100 % акций станции её гендиректору Юлии Яковлевой. Сумма сделки не разглашается. До этого 54,79 % акций принадлежало компании «Аура-медиа», подконтрольной холдингу «Газпром-медиа», и 45,21 % — Яковлевой.
25 ноября 2011 года утреннее шоу «День Сурка» было отправлено в бессрочный отпуск, о чём сообщили ведущие Евгений Рыбов и Алексей Гордеев. 1 декабря 2011 года из-за финансовых затруднений NEXT FM был переведен на работу в автоматическом режиме, из эфира исчезли идентификаторы названия станции и джинглы.
23 декабря 2011 года все сотрудники NEXT FM во главе с генпродюсером Дмитрием Ленским и музыкальным редактором Никитой Филимоновым покинули станцию. Начался демонтаж знаменитой прозрачной студии в Новинском Пассаже, ставшей в своё время победителем нескольких премий и конкурсов в области архитектуры и дизайна. 
В ночь с 31 декабря 2011 года на 1 января 2012 года во время трансляции песни Аланис Мориссетт «Crazy» московский передатчик 105.2 FM был отключён. Частота была освобождена, и станция фактически прекратила своё существование.
В июне 2012 года, после покупки частоты мэрией Москвы, велось тестирование радиостанции «Столица 24», однако московское правительство позже отказалось от данного проекта, в связи с тем, что концепция «Столицы 24» дублировала бы концепцию радиостанции «Говорит Москва».
С июля 2012 года на 105.2 FM в тестовом режиме вещала радиостанция без названия. Эфир составляла зарубежная музыка 80-х/90-х годов. В октябре между песнями зазвучали джинглы, не указывающие на новое название радиостанции.
В 12 час. 00 мин. 12 ноября 2012 года на частоте 105.2 FM начала своё вещание новая радиостанция Moscow FM — первая официальная англоязычная радиостанция в Москве. Трансляция эфира Moscow FM началась с обращения мэра Москвы Сергея Собянина. Эфир новой радиостанции состоит из новостей и передач о Москве на английском языке (20-30 % эфирного времени) и зарубежной музыки (70-80 % эфирного времени).
Радио Next также вещало в городе Сочи на частоте 103.7 FM, с 4 апреля 2013 года на этой частоте начало вещание «Радио Дача».
С ноября 2020 года Радио NEXT возродили в городе Туапсе Краснодарского края на частоте 101.8 FM. Формат станции остался прежним, как и было до закрытия в 2013 году: Hip Hop, R&B, RAP, ROCK, Westernpop musiс.

## Программы
- Next News — новости. Каждый час по будням с 08:00 до 21:00, по выходным с 12:00 до 18:00.
- Next Party — передача об интересных развлечениях Москвы. По будням в 18:30, 19:30, 21:30. По субботам в 18:30, 21:30.
- Radio Party — 2-х часовое DJ шоу от DMCB и DJ LIGHT, по субботам.
- Next Style — ознакомление с современными тенденциям в архитектуре, предметном дизайне и дизайне интерьера.
- День Сурка — утреннее шоу с Алексеем Гордеевым и Евгением Рыбовым. Программа выходит в будни с 08:00 до 11:00.
- National Geographic Traveler — ведущий — главный редактор одноименного журнала Александр Железняк — рассказывает о путешествиях. Программа выходит по вторникам в 12:30 и 17:30, четвергам в 12:30 и 17:30 и по субботам в 15:30 и 19:30.
- Next Drive — совместный проект с журналом «Top Gear». Ведущий — Леонид Кочетков, редактор отдела информации «Top Gear». Программа выходит в эфир по понедельникам и средам в 17:30.
- Next Press — краткий обзор интересных материалов, опубликованных в глянцевых журналах. По будням в 13:30 и в 17:30 через день.
- Next Fashion — обзор новостей мира моды, рассказ о новинках сезона и жизни звезд. Программа выходит в эфир по вторникам в 12:30 и в 16:30.
- NextEP Show - субботнее радио шоу посвященное гэридж музыке.

## Ведущие
- Елена Абитаева (до марта 2006 года)
- Сергей Вострецов (до мая 2006 года)
- Валерий Евсиков (до сентября 2006 года)
- Олег Розов DJ Fstep (до сентября 2006 года)
- Марк Сдвигов (Маркус) (до октября 2006 года)
- Артём Санчес (2006/2007 гг)
- Фёдор Баландин (Next Press)
- Игорь Бурнышев (DMCB)
- Александр Мастрюков (DJ LIGHT)
- Илья Швед (Dj Shved)
- Леван Горозия L’One
- Кирилл Толмацкий Децл †
- Dj Dlee †
- Лия Волянская (Секси Лия)
- Олег Пивунов (2008 год)